# Conversaciones con Dios
Conversaciones con Dios es el nombre de una serie de libros escrita por Neale Donald Walsch. Desde el lanzamiento del primer libro en 1995 han tenido un gran éxito convirtiéndose en superventas. Publishers Weekly publicó que este primer libro permaneció en la lista de los más vendidos durante 137 semanas. Cada libro ha sido escrito como un diálogo en el que el autor conversa con Dios. Walsch asegura que este diálogo está realmente inspirado por Dios.
La serie completa consta de más de 3.000 páginas en las que se tratan muchos temas (como la vida, la muerte, el amor, el sexo, la paternidad, la salud, la educación, la economía, la política, la espiritualidad, la religión, el trabajo, la física, el tiempo, las tradiciones, el proceso de la creación, nuestra relación con Dios, la ecología, el crimen, el castigo, la vida en las sociedades muy desarrolladas del cosmos, el bien y el mal, los mitos culturales,la naturaleza del amor genuino, etc.)